# Беляев, Михаил Васильевич
Михаи́л Васи́льевич Беля́ев (1922 — ?) — советский хозяйственный и государственный деятель, лауреат Государственной премии СССР за выдающиеся достижения в труде.

## Биография
Родился в 1922 году в Рыбинском районе Ярославской области. Член КПСС.
Участник Великой Отечественной войны: автоматчик 1-й отдельной моторизованной разведывательной роты разведотдела штаба 2-го, 3-го Белорусского фронтов
В 1948—1982 годах — монтажник на строительстве Краснополянской гидроэлектростанции в окрестностях Сочи, такелажник, монтажник треста «Спецгидроэнергомонтаж» в городе Ленинграде.
Участник строительства Верхне-Свирской ГЭС, монтировал оборудование на гидроэлектростанциях в Карелии и Белоруссии, на Днестре и Риони, Волге и Енисее, Вилюе, Хантайке, Ангаре. Устанавливал агрегаты на Волжской, Братской, Красноярской ГЭС.
Особо отличился на строительстве Усть-Илимской ГЭС. Первым на монтаже энергоблоков перешел на бригадный подряд и хозрасчёт. На монтаже 9, 10 и 11-го энергоблоков себестоимость монтажных операций была совокупно снижена на 18 тысяч рублей. Трудозатраты на Усть-Илимской ГЭС оказались почти вдвое ниже общесоюзных нормативов, а электроэнергия — самой дешёвой в СССР в то время.
За инициативу в развёртывании соцсоревнования за досрочное освоение и максимальное использование производственных мощностей, усиление творческого содружества рабочих и специалистов был в составе коллектива удостоен Государственной премии СССР за выдающиеся достижения в труде 1977 года.
Жил в Санкт-Петербурге.

## Награды
- Орден Отечественной войны I степени (1985)
- Орден Трудового Красного Знамени
- Орден Славы III степени (1945)
- Медаль «За отвагу» (1944)